# 헌정연구회
헌정연구회(憲政硏究會)는 1905년 5월 이준·양한묵·윤효정 등이 중심이 되어 조직한 애국계몽운동 단체이다.

## 개요
1904년에 발생한 러일전쟁에서 일제는 점점 전세가 유리해지자, 한일의정서·한일협정서 등을 강요하는 등 점차 대한제국에 대한 침략야욕을 강화했다. 이러한 상황에서 이준·양한묵·윤효정 등이 중심이 되어 국민의 정치의식과 민족의 독립정신을 고취할 목적으로 계몽단체의 하나인 헌정연구회를 조직했다.
근대적 국가의 특성을 헌정(憲政)으로 보았기에 근대 국가의 성격과 운영에 관한 정치교양을 쌓고, 앞으로 쟁취할 근대적 독립 국가의 헌정에 관해 연구하자는 것이 주목적이었다. 설치강령에서는 왕실이나 정부라도 헌법과 법률을 준수해야 되며, 국민은 법률에 규정된 권리를 자유로이 누려야 한다고 주장했으며, 의회를 중심으로 하는 입헌군주제의 수립을 목적으로 활동했다. 헌정연구회는 한때 친일 매국단체인 일진회와 정면대립하기도 하였다.
그러나 1905년 을사조약이 체결되고 통감부가 설치되면서 대중적 정치 집회가 금지되자 합법적인 정치 운동을 할 수 없게 되었다. 이에 방향을 바꾸어 산업을 진흥시키고 교육을 보급시키는 사회 문화 운동을 전개했으며, 그 후신으로 1906년 윤효정·장지연 등이 중심이 되어 정치적 단체인 대한자강회를 설립했다.